# مسجد بايراكلي (كوسوفو)
مسجد بايراكلي (بالألبانية:Bajrakli Xhamia/(Çarshi Xhamia)؛ (بالبوسنية:Bajrakli džamija)؛ (بالصربية:Бајракли џамија) هو المسجد الرئيسي الذي يقع في وسط بازار بيه. وقد بني في عام 1471 من قبل السلطان فاتح محمد هاني وهو مسجد ذو قبة واحدة على الطراز العثماني وهي أقدم وأعلى قبة في المدينة. أُحرِق المسجد خلال عام 1943 من قبل القوات الإيطالية عندما تم حرق بازار بيه بالكامل، ولكن تم تجديده، ولم يتأثر خلال حرب عام 1999 في كوسوفو.